# Trayvon Bromell
Trayvon Bromell (* 10. Juli 1995 in Saint Petersburg, Florida) ist ein US-amerikanischer Sprinter.

## Karriere
Am 29. März 2014 stellte er in Austin mit 10,01 s den Junioren-Weltrekord über 100 Meter ein. Für die Baylor University startend siegte er im Juni über dieselbe Distanz bei den NCAA-Meisterschaften und blieb dabei mit 9,97 s als erster Junior unter der 10-Sekunden-Marke. Im Juli gewann er bei den Juniorenweltmeisterschaften in Eugene Silber über 100 Meter und Gold in der 4-mal-100-Meter-Staffel.
2015 wurde er NCAA-Hallenmeister über 200 Meter. Im Sommer verbesserte er sich bei den NCAA-Meisterschaften im Vorlauf über 100 Meter auf 9,90 s; im Finale musste er sich nur Andre De Grasse geschlagen geben. Bei den US-Meisterschaften qualifizierte er sich über 100 Meter als Zweiter hinter Tyson Gay für die Weltmeisterschaften in Peking; im Vorlauf gelang ihm ein weiterer Leistungssprung auf 9,84 s.
Beim 100-Meter-Bewerb der Weltmeisterschaften qualifizierte er sich mit 9,91 s im Vorlauf und 9,99 s im Halbfinale für die letzte Runde, in der er hinter Usain Bolt (9,79 s) und Justin Gatlin (9,80 s) gemeinsam mit Andre De Grasse in 9,92 s den Bronzerang belegte. Im 4-mal-100-Meter-Staffelbewerb der Weltmeisterschaften wurde er im Finale mit dem US-amerikanischen Quartett disqualifiziert.
Bei den Hallenweltmeisterschaften 2016 in Portland siegte Bromell im 60-Meter-Lauf in persönlicher Bestleistung von 6,47 s vor dem favorisierten Jamaikaner Asafa Powell. Im Juli konnte er sich als Zweiter hinter Justin Gatlin bei den Olympic Trials für die Olympischen Spiele in Rio de Janeiro qualifizieren; in allen drei Runden lief er unter 10 Sekunden, im Finale lief er mit 9,86 s sogar die zweitschnellste Zeit des Jahres. Bei Olympia erreichte er das Finale, dort kam er mit 10,06 s über einen achten Platz nicht hinaus. Die US-amerikanische 4-mal-100-Meter-Staffel wurde disqualifiziert, weil der Startläufer Mike Rodgers den Stab vor Beginn der Wechselzone an Gatlin übergeben hatte.
Nach den Olympischen Spielen 2016 wurde bei Treyvon Bromell eine langwierige Verletzung an der linken Achillessehne diagnostiziert, die ihn für weite Teile der folgenden Saison außer Gefecht setzte. Bromell kehrte trotz anhaltender Beschwerden im Vorfeld der Saison 2017 ins Training zurück und strebte eine Teilnahme bei den Weltmeisterschaften 2017 in London an. Allerdings absolvierte er am 22. Juni 2017 bei den US-Meisterschaften lediglich einen 100‑Meterrennenlauf (10,22 s) und verzichtete anschließend auf weitere Starts, sodass ein Einzelstart in London ausblieb. Die Saison endete für ihn ohne individuelle Erfolge. In Interviews sprach er erstmals offen über seine Zweifel am Comeback und die psychische Belastung, die mit den anhaltenden körperlichen Einschränkungen einherging.
Die folgenden zwei Jahre waren von einer langsamen und unsicheren Genesung geprägt. 2018 absolvierte Bromell kein einziges offizielles Rennen. Die Reha-Maßnahmen konzentrierten sich auf regenerative Methoden, angepasstes Sprinttraining und die Stärkung des gesamten Bewegungsapparats. In dieser Phase zog sich Bromell weitgehend aus der Öffentlichkeit zurück.
Erst 2019 gab er bei kleineren Meetings ein vorsichtiges Comeback. Am 8. Juni 2019 bestritt er beim Racers Grand Prix in Kingston (Jamaika) sein erstes offizielles Rennen nach fast drei Jahren und lief über 100 Meter eine Zeit von 10,57 s bei einem Gegenwind von −0,3 m/s. Zwar blieb er damit deutlich hinter der Weltspitze zurück, doch die Teilnahme wurde als psychologisch wichtiger Schritt gewertet. Bromell selbst erklärte in einem Interview, dass es für ihn in dieser Phase nicht um Bestzeiten, sondern um Schmerzfreiheit und Vertrauen in den eigenen Körper ging. Sein Trainerteam äußerte vorsichtige Zuversicht, ihn bis 2020 wieder in Topform bringen zu können.
Im Jahr 2020 gelang Bromell ein sportlich bemerkenswerter Fortschritt. Bereits im Frühjahr zeigte er im Training wieder starke Sprintleistungen, doch der internationale Wettkampfkalender wurde durch die COVID-19-Pandemie erheblich eingeschränkt. Dennoch bestritt er einige nationale Rennen in den USA.
Beim „Showdown in Otown“ in Montverde (Florida) lief Bromell am 4. Juli 2020 9,90 s über 100 Meter – seine schnellste Zeit seit 2016 und ein klarer Beweis seiner Rückkehr zur Weltklasse. Auch in weiteren Rennen blieb er konstant unter 10,10 s. Obwohl in diesem Jahr keine Olympischen Spiele oder Weltmeisterschaften stattfanden, galt Bromell aufgrund seiner Form als einer der Favoriten für die Saison 2021.
Im Jahr 2021 feierte Bromell sein endgültiges Comeback in der Weltelite des Sprintlaufs. Bereits früh in der Saison lief er bei einem Meeting in Miramar (Florida) mit 9,77 s eine neue persönliche Bestzeit. Die Zeit war zugleich die bis dato schnellste 100-Meter-Zeit des Jahres und machte ihn zum Top-Favoriten auf olympisches Edelmetall.
Bei den US Olympic Trials in Eugene sicherte er sich mit einem Sieg in 9,80 s das Olympiaticket für Tokio. Die Erwartungen an ihn waren hoch, doch bei den Olympischen Spielen 2021 in Tokio kam es zu einer herben Enttäuschung: Bromell blieb im Halbfinale mit 10,00 s hinter den Erwartungen zurück und verpasste das Finale.
In der 4-mal-100-Meter-Staffel wurde er eingesetzt, doch das US-Team schied im Vorlauf aus. Trotz seiner durchweg starken Saison galt das olympische Abschneiden als Rückschlag.
Im Jahr 2022 festigte Bromell seinen Platz in der internationalen Spitze. Bei der Weltmeisterschaft in Eugene, die in seinem Heimatland stattfand, erreichte er erneut das Finale über 100 Meter. Dort lief er in einem hochklassigen Rennen 9,88 s und belegte den dritten Platz – zeitgleich mit Marvin Bracy, der ebenfalls 9,88 s lief, jedoch zwei Tausendstel schneller war. Sieger wurde Fred Kerley (9,86 s).
In der 4 × 100-Meter-Staffel war Bromell Teil des erweiterten US-Staffel-Pools, wurde jedoch sowohl im Halbfinale als auch im Finale nicht eingesetzt. Das Finale gewann Kanada in 37,48 s, vor den USA (37,55 s), wo Bromell zwar im Teamkader war, aber nicht zur laufenden Besetzung gehörte. Auch in der Diamond League konnte er mit mehreren Podiumsplätzen überzeugen, darunter ein Sieg in Zürich mit 9,94 s.
Die Saison 2023 verlief für Bromell eher durchwachsen. Aufgrund anhaltender muskulärer Probleme im Oberschenkel konnte er nur wenige Rennen bestreiten. Bei den US-Meisterschaften in Eugene schied er im Halbfinale aus und verpasste somit die Teilnahme an den Weltmeisterschaften in Budapest. Es war das erste Jahr seit 2019, in dem er keine Zeit unter 10 Sekunden lief.
In Medienberichten wurde erstmals über ein mögliches Karriereende spekuliert, doch Bromell erklärte, er könne angesichts der jahrelangen Anstrengungen und Opfer nicht einfach aufhören.
Im Olympiajahr 2024 richtete Bromell seinen Fokus erneut auf die 100-Meter-Distanz. Trotz einer intensiven Vorbereitung und verbesserter körperlicher Verfassung blieb er in allen Rennen über der 10-Sekunden-Marke.
Bei den US Olympic Trials 2024 in Eugene konnte Treyvon Bromell verletzungsbedingt nicht antreten. Bereits im Vorfeld der Trials hatte er mit muskulären Problemen im Oberschenkel zu kämpfen, die ihn über weite Teile der Saison einschränkten. Sein bestes Rennen der Saison absolvierte er am 27. April 2024 bei den East Coast Relays in Jacksonville, wo er 10,14 s bei +0,9 m/s Rückenwind lief. Diese Leistung lag jedoch deutlich unter dem Niveau internationaler Finalfelder. Die angestrebte Qualifikation für die Olympischen Spiele in Paris blieb damit aus. Trotz der erneuten Rückschläge äußerte sich Bromell entschlossen, seine Karriere fortzusetzen und weiterhin an einem Comeback auf höchstem Niveau zu arbeiten.
Nach zwei Jahren ohne ein einziges Rennen unter 10 Sekunden meldete sich Bromell im Frühjahr 2025 eindrucksvoll zurück. Beim Golden Gala Diamond-League-Meeting in Rom lief er am 6. Juni 9,84 s – seine schnellste Zeit seit 2021 und gleichzeitig die Weltjahresbestleistung zu diesem Zeitpunkt. Ein klares Signal seiner Rückkehr zur Weltklasse.
Mit dieser Leistung gewann er das Rennen gegen ein starkes internationales Feld und platzierte sich erneut an der Spitze der Weltjahresbestenliste. Die Zeit bedeutete für ihn nicht nur einen sportlichen Erfolg, sondern auch ein psychologisches Comeback nach jahrelangen Rückschlägen.
Beobachter sprachen von einem der bemerkenswertesten Comebacks in der modernen Sprintgeschichte. Bromell selbst bezeichnete den Lauf als „emotionalen Durchbruch“ und kündigte an, sich gezielt auf die Weltmeisterschaften 2025 in Tokio vorzubereiten.

## Statistiken
Persönliche Bestleistungen
| Event     | Zeit in s (Wind) | Ort     | Datum              |
| --------- | ---------------- | ------- | ------------------ |
| 60 Meter  | 6,42             | Clemson | 10. Februar 2023   |
| 100 Meter | 9,76 (+1,2 m/s)  | Nairobi | 18. September 2021 |
| 200 Meter | 20,03 (+2,0 m/s) | Eugene  | 10. Juni 2015      |

100-Meter-Zeiten unter 10 Sekunden
| Zeit (s)             | Wind (m/s) | Datum         | Ort                                                     |
| -------------------- | ---------- | ------------- | ------------------------------------------------------- |
| 9,76                 | 1,2        | 18. Sep. 2021 | Nairobi                                                 |
| 9,77                 | 1,5        | 5. Juni 2021  | Miramar                                                 |
| 9,80                 | 0,8        | 20. Juni 2021 | Eugene                                                  |
| 9,81                 | 1,5        | 24. Juni 2022 | Eugene                                                  |
| 9,84                 | 1,1        | 6. Juni 2025  | Golden Gala, Rom                                        |
| 9,84                 | 1,3        | 24. Juni 2015 | USA Track & Field Outdoor Championships, Eugene         |
| 9,84                 | 1,6        | 3. Juni 2016  | Eugene                                                  |
| 9,86                 | 2,0        | 3. Juni 2016  | Eugene                                                  |
| 9,88                 | −0,1       | 16. Juli 2022 | Eugene                                                  |
| 9,88                 | 1,5        | 30. Apr. 2021 | Jacksonville                                            |
| 9,88                 | 1,8        | 24. Juni 2022 | USA Track & Field Outdoor Championships, Eugene         |
| 9,89                 | 0,6        | 15. Juli 2022 | Eugene                                                  |
| 9,90                 | −0,3       | 20. Juni 2021 | Eugene                                                  |
| 9,90                 | 1,4        | 24. Juni 2020 | Clermont                                                |
| 9,90                 | 1,7        | 10. Juni 2015 | USA Track & Field Outdoor Championships, Eugene         |
| 9,91                 | 0,5        | 22. Aug. 2015 | Peking                                                  |
| 9,91                 | 0,7        | 24. Mai 2025  | Clermont                                                |
| 9,92                 | −0,5       | 23. Aug. 2015 | Peking                                                  |
| 9,92                 | −0,2       | 12. Mai 2022  | Puerto Rico International Athletics Classic 2022, Ponce |
| 9,92                 | 1,5        | 15. Mai 2021  | Irvine                                                  |
| 9,93                 | −0,2       | 28. Mai 2022  | Prefontaine Classic, Eugene                             |
| 9,94                 | −0,3       | 8. Sep. 2022  | Zürich                                                  |
| 9,94                 | 1,2        | 2. Juni 2016  | Eugene                                                  |
| 9,95                 | −0,7       | 6. Aug. 2022  | Chorzów                                                 |
| 9,96                 | −0,4       | 9. Sep. 2021  | Zürich                                                  |
| 9,96                 | 0,0        | 22. Aug. 2015 | USA Track & Field Outdoor Championships, Eugene         |
| 9,97                 | 0,1        | 3. Sep. 2021  | Brüssel                                                 |
| 9,97                 | 0,3        | 16. Juli 2022 | Eugene                                                  |
| 9,97                 | 1,8        | 13. Juni 2014 | USA Track & Field Outdoor Championships, Eugene         |
| 9,98                 | 0,4        | 13. Juli 2021 | Gateshead                                               |
| 9,99                 | −0,4       | 23. Aug. 2015 | Peking                                                  |
| 9,99                 | 1,6        | 10. Aug. 2020 | Montverde                                               |
| Stand: 07. Juni 2025 |            |               |                                                         |